# Кенија на Светском првенству у атлетици у дворани 2024.
Кенија је учествовала на 19. Светском првенству у атлетици у дворани 2024. одржаном у Глазгову од 1. до 3. марта деветнаести пут, односно, учествовала је на свим првенствима до данас. Кенија је пријавила 12 учесника (8 мушкарaца и 4 жене), који су се такмичили у 6 дисциплина (4 мушке и 2 женске).,
На овом првенству Кенија је по броју освојених медаља делила 27. место са 1 медаљом(1 бронзана).
У табели успешности према броју и пласману такмичара који су учествовали у финалним такмичењима (првих 8 такмичара) Кенија је са 4 учесника у финалу заузела 14. место са 21 бодом.
| Плас. | Земља  | 1. место | 2. место | 3. место | 4. место | 5. место | 6. место | 7. место | 8. место | Бр. финал. | Бод. |
| ----- | ------ | -------- | -------- | -------- | -------- | -------- | -------- | -------- | -------- | ---------- | ---- |
| 14.   | Кенија | 0        | 0        | 1        | 3        | 0        | 0        | 0        | 0        | 4          | 21   |

## Учесници
| Мушкарци: - Фердинанд Омурва — 60 м - Колинс Кипруто — 800 м - Ноах Кибет — 800 м - Винцент Кибет Кетер — 1.500 м - Вајзмен Вер Мукхобе — 4x400 м - Заблон Екал Еквам — 4x400 м - Келвин Сејн Таута — 4x400 м - Бонифас Онтуга Мвереса — 4x400 м | Жене: - Вивијан Чебет Кипротич — 800 м - Наоми Корир — 800 м - Беатрис Чебет — 3.000 м - Тереза Мутони Гатери — 3.000 м |  |

## Освајачи медаља (1)

### Бронза (1)
- Беатрис Чебет — 3.000 м

## Резултати

### Мушкарци
| Атлетичар              | Дисциплина | Лични рекорд | Квалификације       | Квалификације | Полуфинале            | Полуфинале            | Финале                | Финале       | Детаљи |
| Атлетичар              | Дисциплина | Лични рекорд | Резултат            | Место         | Резултат              | Место                 | Резултат              | Место        | Детаљи |
| ---------------------- | ---------- | ------------ | ------------------- | ------------- | --------------------- | --------------------- | --------------------- | ------------ | ------ |
| Фердинанд Омурва       | 60 м       | 6,51 НР      | 6,52(.512) КВ       | 1. у гр. 4    | 6,52(.519) КВ         | 3. у гр. 3            | 6,56(.552)            | 4 / 49 (50)  |        |
| Колинс Кипруто         | 800 м      | 1:45,39      | 1:46,89 ЛРС         | 3. у гр. 1    | Нису се квалификовали | Нису се квалификовали | Нису се квалификовали | 13 / 27      | ]      |
| Ноах Кибет             | 800 м      | 1:44,98      | 1:46,90             | 4. у гр. 2    | Нису се квалификовали | Нису се квалификовали | Нису се квалификовали | 14 / 27      | ]      |
| Винцент Кибет Кетер    | 1.500 м    | 3:34,44      | 3:38,96 КВ          | 1. у гр. 4    |                       |                       | 3:40,04               | 10 / 28 (29) |        |
| Вајзмен Вер Мукхобе    | 4 х 400 м  |              | 3:06,96 кв, АФР, НР | 3. у гр. 1    | 3:06,71 АФР, НР       | 4 / 7 (8)             |                       |              |        |
| Заблон Екал Еквам      | 4 х 400 м  |              | 3:06,96 кв, АФР, НР | 3. у гр. 1    | 3:06,71 АФР, НР       | 4 / 7 (8)             |                       |              |        |
| Келвин Сејн Таута      | 4 х 400 м  |              | 3:06,96 кв, АФР, НР | 3. у гр. 1    | 3:06,71 АФР, НР       | 4 / 7 (8)             |                       |              |        |
| Бонифас Онтуга Мвереса | 4 х 400 м  |              | 3:06,96 кв, АФР, НР | 3. у гр. 1    | 3:06,71 АФР, НР       | 4 / 7 (8)             |                       |              |        |

### Жене
| Атлетичарка            | Дисциплина | Лични рекорд | Квалификације  | Квалификације | Полуфинале            | Полуфинале            | Финале                | Финале  | Детаљи |
| Атлетичарка            | Дисциплина | Лични рекорд | Резултат       | Место         | Резултат              | Место                 | Резултат              | Место   | Детаљи |
| ---------------------- | ---------- | ------------ | -------------- | ------------- | --------------------- | --------------------- | --------------------- | ------- | ------ |
| Вивијан Чебет Кипротич | 800 м      | 2:03,72      | 2:00,86 кв, ЛР | 3. у гр. 1    | 1:59,65 КВ, ЛР        | 3. у гр. 2            | 2:03,76               | 4 / 26  |        |
| Наоми Корир            | 800 м      | 2:00,66      | 2:03,31        | 5. у гр. 2    | није се квалификовала | није се квалификовала | није се квалификовала | 19 / 26 |        |
| Беатрис Чепкоеч        | 3.000 м    | 8:30,87      |                |               |                       |                       | 8:22,68 НР, ЛР        |         |        |
| Тереза Мутони Гатери   | 3.000 м    | 8:36,64      | 8:38,96 ЛРС    | 9 / 16        |                       |                       |                       |         |        |